# Ivy Latimer
Ivy Joy Latimer (n. 1 decembrie 1994) este o actriță australiană, cunoscută pentru rolul lui Nixie din serialul Mako: Insula Secretelor, unul dintre rolurile principale ale serialului.

## Filmografie
| An        | Lucrare                 | Rol               | Note                                    |
| --------- | ----------------------- | ----------------- | --------------------------------------- |
| 2002      | All Saints              | Madelaine James   | Episodul 5x03, "In the Lap of the Gods" |
| 2002      | White Collar Blue       | Lel               | 14 episoade                             |
| 2003      | Grass Roots             | Chantelle         | Episodul 2x07, "Youth"                  |
| 2004      | The Cooks               | Isabella          | Episodul 1x06, "The Gingerbread Man"    |
| 2005      | Home and Away           | Olivia Richards   | 5 episoade                              |
| 2004–2006 | Love My Way             | Ashley McCluskey  | 7 episoade                              |
| 2009      | Franswa Sharl           | Cassie Bishop     | Short                                   |
| 2009      | Accidents Happen        | Linda Conway      |                                         |
| 2010–2011 | Me and My Monsters      | Angela Carlson    | 26 episoade                             |
| 2011      | Underbelly: Razor       | Constance Solomon | Episodul 8, "A Big Shivoo"              |
| 2013      | Mako: Island of Secrets | Nixie             | 26 episoade, main cast                  |
| 2015      | Dirty Little Secret     | Britney Nelson    | Film                                    |